# Крапчатогрудый дятел
Крапчатогрудый дятел (лат. Dendrocopos analis) — вид птиц из семейства дятловых.

## Описание
Некрупный дятел с чёрно-белым оперением. Пестрины на брюхе различаются в зависимости от места обитания: наиболее ярко выражены у обитающих на Андаманских островах птиц, а у встречающихся в Индонезии они наиболее бледные. Темя розовато-красное у самцов и черное у самок.

## Распространение
Камбоджа, Индия, Индонезия, Лаос, Мьянма, Таиланд, Вьетнам. Естественная среда обитания — тропические или субтропические сухие широколиственные леса, тропические или субтропические влажные лиственные леса и тропические или субтропические влажные горные леса.

## Подвиды
Выделяют 3 подвида:
- D. a. longipennis Hesse, 1912 — центральная Мьянма до Таиланда и юга Вьетнама
- D. a. andamanensis (Blyth, 1859) — Андаманские острова.
- D. a. analis (Bonaparte, 1850) — Номинативный подвид. Юг острова Суматра, Ява, Бали